# 8 Ursae Minoris
8 Ursae Minoris är en röd stjärna i stjärnbilden Lilla björnen. Stjärnan har visuell magnitud +6,84 och är sålunda inte synlig för blotta ögat.